# إجلال أيدين
إجلال أيدين (بالتركية: İclal Aydın)‏ (ولدت في 14 سبتمبر عام 1971 في مدينة نفشهير) ممثلة تركية وروائية وصحفية ومذيعة.
والد إجلال أيدين كردي  أما والدتها فهي شركسية الأصل. ولدت إجلال أيدين في مدينة نفشهير حيث أنه المكان الذي تعمل به العائلة كموظفين. وحينما بلغت من العمر عاماً انتقلت العائلة لأنقرة بسبب التوظيفات. وعقب إنهاء إجلال أيدين لتعليمها الإبتدائي درست بمدرسة داخلية في مدرسة إيلازيج الثانوية بالأناضول لفترة من الوقت. عادت لأنقرة مرة أخرى بسبب انفصال والدها عن والدتها. ألفت إجلال أيدين أعمال مسرحية وكتبت أيضا الأعوام التي كانت تدرس بها في التعليم الإعدادي والثانوي. ومنذ الصف الثالث بالتعليم الإعدادي بدأت إجلال أيدين من ناحية تدرس ومن ناحية أخرى تعمل. وفي عام 1989 تخرجت إجلال أيدين من قسم المسرح بكلية اللغة والتاريخ والجغرافيا بجامعة أنقرة. تركت إجلال المدرسة وهي في الصف الثاني وعاشت بمدينة برلين بفرنسا. قامت إجلال بالتمثيل المسرحي المهني لمدة ست أعوام بألمانيا. وحضرت عدة دراسات ودورات إجتماعية.
و في عام 1996 تركت إجلال أيدين المسرح بعد قرار نهائي وعادت إلى تركيا. وفي عام 1997 عملت إجلال بالتلفزيون. وحينما توفت مجموعة آينا في عام 1997 لعبت إجلال أيدين دوراً في الفيديو الموسيقي «ليتني لا أتمكن من حبك». وحاز مسلسل «الساعات الساخنة» التي قامت إجلال ببطولته على شعبية كبيرة. وقدمت إجلال برنامجاً موجهاً للنساء بعنوان «من 2 إلى 4» نهاراً على شاشة قناة «إتش بي بي». وقدمت برنامجاً على شاشة قناة «دي» لفترة من الوقت ثم خلال أعوام 1998 – 2000 قدمت أيضاً برامج على قنوات «ردايو دي، وجمهورية راديو، وراديو سيتي وبي أر تي إف إم». ومثلت إجلال أيضاً في عدة مسلسلات مختلفة. وفي عام 1999 قدمت إجلال أيدين برنامجاً بعنوان «الحياة جميلة» على شاشة قناة «بي أر تي». وحازت على جائزة بسبب تقديمها لبرنامج أفضل صباح لعام 2000. وألفت أول كتاب لها حيث أنها جمعيت به النصوص والملاحظات التي كتبتهم من أجل برنامج «الحياة جميلة». ومثلت مع الفنان إمري كيناي حيث أنها قامت بدور إيدا في مسلسل «عائلتين» والذي بُث على شاشة قناة ستار. وفي عام 2013 جسدت شخصية بهيجة في مسلسل «الوداع» حيث أنه بُث على شاشة قناة دي.

## حياتها الشخصية
لديها إبنة باسم زينب دلال من زوجها كمال باشبوغ حيث أنها تزوجت به لمدة ثلاث سنوات. أما زوجها الثالث التي تطلقت منه فهو " تونة كيريميتشي.

## وصلات خارجية
- إجلال أيدين على موقع IMDb (الإنجليزية)